# Bateria de Castillitos
La Bateria de Castillitos, també coneguda com a C-1, és una fortificació espanyola de suport d'artilleria costanera situada a la Serra de la Muela, Cap Tinyòs i Roldan, dins del terme municipal de Cartagena (Regió de Múrcia), i més concretament a la diputació de Perín. Va ser declarada Bé d'Interès Cultural (BIC) el 7 d'agost de 1997.

## Història
La bateria va ser construïda i artillada entre 1933 i 1936 segons com es va projectar l'any 1926, durant el programa de dotació d'un cinturó defensiu a l'estratègica plaça de Cartagena per la dictadura de Primo de Rivera. Castillitos va ser dotada amb dos canons de costa de l'empresa britànica Vickers-Armstrongs, del model 38,1/45 cm (quinze polzades). Aquestes peces tenien la potència suficient com per disparar un projectil de gairebé una tona a 35 quilòmetres.
La seva labor era protegir l'entrada a la badia de Cartagena al costat de la seva bessona, la Bateria de Cendres situada al cap Negrete, en un foc creuat que impedís l'entrada d'elements hostils. Durant la Guerra Civil Espanyola va realitzar una descàrrega contra la flota del bàndol revoltat a l'abril de 1937, si bé la presència de les fortificacions que envoltaven la ciutat va bastar per acoquinar les naus rebels.
Acabada la contesa, el 1942 se li va afegir una nova adreça de tir i es va estudiar donar-li suport amb telèmetres i grafòmetres col·locats estratègicament, si bé finalment es va desistir. Va romandre en servei fins a l'any 1994, quan es va procedir a l'aplicació del Pla Nord, que buscava un major aprofitament dels recursos de les Forces Armades. Des de llavors la bateria es va veure abandonada i víctima d'una progressiva deterioració, amb els seus canons inutilitzats, fins que el 2009 el Ministeri de Medi ambient i Medi Rural i Marí va decidir restaurar la fortificació i fer-la visitable.

## Arquitectura
Castillitos està situada a una cota de 250 metres d'altura, i la seva façana va ser construïda imitant un castell medieval, seguint un estil historicista amb influències de l'eclecticisme i el modernisme, corrents en voga en aquell moment. L'arquitectura de la bateria tendeix a ocultar-se excavant a la muntanya o imitar la textura de la roca per impedir la seva visió des de la llunyania. Una vegada dins del complex, cada peça d'artilleria compta amb una sala de màquines, magatzems de pólvora i recanvis i una cambra de càrrega.